# Esenbeckia warscewiczii
Esenbeckia warscewiczii là một loài thực vật có hoa trong họ Cửu lý hương. Loài này được Engl. mô tả khoa học đầu tiên năm 1878.